# 菅田琳寧
菅田 琳寧（すげた りんね、1998年5月12日　- ）は、日本のアイドル、歌手、俳優。ジュニア内男性アイドルグループ・B&ZAIのメンバー。
神奈川県出身。STARTO ENTERTAINMENT所属。

## 来歴
テレビに出たいという思いから複数の事務所オーディションに参加するが落ちてしまい、「お金がかからないから」という理由でジャニーズ事務所に応募。2011年2月にオーディションを受ける。入所日は2011年3月20日となっているが、同年6月のオーディションにも再び混ぜられ参加している。
2016年4月の舞台『ジャニーズ銀座2016』には天才Geniusのメンバーとして出演する。
2018年2月に結成された7 MEN 侍のメンバーに選ばれる。 
2021年3月、ジャニーズ事務所入所10年目の年に舞台『陽だまりの樹』で初主演を務める。同月、明治学院大学を卒業。
2024年1月、テレビドラマ『先生さようなら』で連続ドラマに初出演する。
2025年2月16日に7 MEN 侍が事実上の解散。ジュニア内新グループ・B&ZAIの結成が発表され、メンバーに選ばれる。

## 人物
身長170cm、体重61.75kg、握力は41.0kg（2020年12月18日時点）。身体能力に優れており、ジャニー喜多川からは「アクロバットの天才」と言われていた。
バラエティ番組『炎の体育会TV』（TBSテレビ）には「上田ジャニーズ陸上部」のエースとして出演。『オールスター感謝祭』（TBSテレビ）内のコーナー「赤坂ミニマラソン」にも出場しており、2022年3月26日放送の『オールスター感謝祭 '22春』では最後に青山学院大学の岸本大紀に抜かれて第2位となったものの、同年10月1日に放送された『オールスター感謝祭'22秋』では新谷仁美が迫るなか菅田が逃げ切り、ジャニーズでは上田竜也以来のミニマラソン優勝を果たした。 
2020年12月には第38回『SASUKE』に初出場し、1stステージを突破した。また、翌年の2021年、2024年も1stステージをクリアしている。
大の猫好きで、2020年4月21日放送の『クイズ!オンリー1』（TBSテレビ、テーマ：猫)で、オンリー1（みんなが間違えている中で、たった1人だけ正解する）となり、100万円を獲得。2021年4月12日発売の雑誌『ねこ』118号では、愛猫のみたらしだんごと共に表紙を飾り、インタビューでは、『クイズ!オンリー1』の収録に挑むためにねこ検定を受け、合格していたことが明かされている。

## 出演
個人での出演のみ記載。グループとしての出演は天才Genius#出演、7 MEN 侍を参照。

### テレビ番組
- Rの法則（NHK Eテレ）[27]
- SASUKE（2020年〔第38回〕 - 2024年〔第42回〕、TBSテレビ）[20][21][22][28][29]
- くさデカ（2023年7月8日 - 、テレビ静岡）[30]

### テレビドラマ
- 先生さようなら（2024年1月23日 - 3月26日、日本テレビ） - 青山伸 役[31]
- 筋トレサラリーマン 中山筋太郎 第2弾（2024年3月28日、読売テレビ・日本テレビ）[32]

### ネット配信
- ワイルドトリッパー!!（2025年4月10日予定 - 、Prime Video） [33]

### 舞台
- Johnny's Dome Theatre 〜SUMMARY〜（2012年9月8日 - 9日、TOKYO DOME CITY HALL）[34]
- 東SixTONES×西関西ジャニーズJr.SHOW合戦（2017年2月18日 - 26日、新橋演舞場）[35]
- JOHNNYS' YOU&ME IsLAND（2017年9月6日 - 30日、帝国劇場）[36]
- ABC座2020 オレたち応援屋!! On Stage（2020年10月3日 - 28日、日本青年館ホール）[37]
- 陽だまりの樹（2021年3月5日 - 14日、ヒューリックホール東京 / 3月27日・28日、梅田芸術劇場 シアタードラマシティ） - 主演・手塚良庵 役[38]
- 漫才ギャング -リローデッド-（2023年5月4日 - 21日、銀座博品館劇場 / 6月2日 - 4日、COOL JAPAN PARK OSAKA TTホール） - 主演・鬼塚龍平 役（馬場良馬とW主演）[39][40]

### コンサート
- ガムシャラ J's Party !! Vol.1（2014年2月1日 - 2日、EXシアター六本木）[41]
- マイナビ サマステライブ2023 俺たちがミライだ!!（2023年8月23日、EX THEATER ROPPONGI） - PAISEN応援隊として出演[42][43]

### イベント
- ジャニーズ大運動会 2017（2017年4月16日、東京ドーム）[44]
- 駆アガル！〜あべこべ男子に憧れて〜（2025年3月22日・23日、ぴあアリーナMM）[45]